# Spilosmylus vernans
Spilosmylus vernans är en insektsart som beskrevs av Navás 1921. Spilosmylus vernans ingår i släktet Spilosmylus och familjen vattenrovsländor. Inga underarter finns listade i Catalogue of Life.